# Hameaux et lieux-dits de Chambon

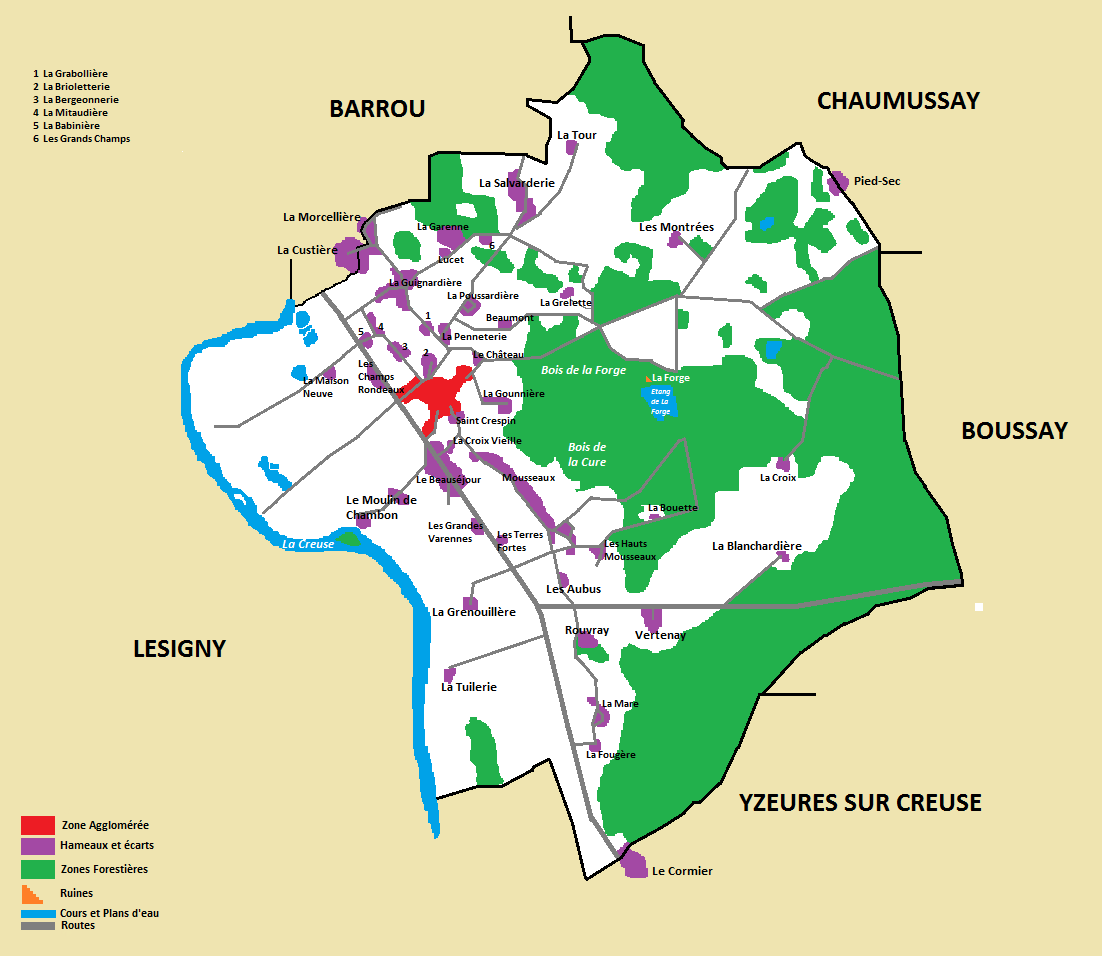
Carte de Chambon et de ses hameaux.

Village rural, Chambon compte plusieurs hameaux. La majorité de ces hameaux sont situés dans la partie Ouest du territoire communal, là où est implanté le bourg et où passe la RD750. L'Est quant à lui ne compte que quelques lieux-dits, ce qui s'explique principalement par la présence de forêts.

## Hameaux Actuels

### Les Aubus
Aubus (Les)
C'est un hameau récent situé entre les Mousseaux et Rouvray.

### De La Babinière à La Briolleterie
Babinière (La)
Ce hameau est présent sur la carte de Cassini datant du XVIIIe siècle. En 1880, ce hameau comptait 20 habitants. Cette dénomination proviendrait du patronyme Babin, nom d'une personne d'origine française.
Beaumont
Ce hameau apparait dans les registres du recensement dès 1846 et est également présent sur le cadastre napoléonien en 1811. Son nom vient du latin bellus signifiant beau et de mons traduit par hauteur. Cette ferme est en effet située au Nord du bourg sur une hauteur.
Beauséjour (Le)
Ce hameau se situe près du bourg et s'étale le long de la RD 750. Il apparait sur les registres du recensement dès 1846, il dénombrait 41 habitants en 1880.

Près de ce hameau, au lieu-dit Les Chevrettes, a été découverte une sépulture datant du néolithique. On y récolta des vases.
Bergeonnerie (La)
Il apparaît en 1861 sur les registres du recensements. On y dénombrait 13 habitants vers 1880. Son nom dérive du patronyme Bergeon, nom des premiers propriétaires.
Blanchardière (La)
Dans l'inventaire des titres de l’abbaye de Preuilly on trouve acte du 19 janvier 1447 où Jean de Menou, Chevalier, Seigneur de Boussay, cède le moulin de Chanvre à Pierre Frotier, Baron de Preuilly, et reçoit en échange le fief de la Blanchardière. Il apparait ensuite en 1639 dans le fonds de châtre de Cangé. Il est également présent sur la carte de Cassini et sur le cadastre napoléonien. En 1880, il comptait 10 habitants. Cette appellation provient de Blanchard, probablement le nom des premiers habitants du lieu.
Bouette (La)
Cette ancienne ferme est présente sur la carte de Cassini ainsi que sur le cadastre de 1811. Son nom provient de Bouet, probablement le nom des premiers habitants du lieu. Le -ette signifie terre soit la terre de Bouet. On trouve également les orthographes Bouëte, Boiète et parfois Boite.
Briolleterie (La)
Cette ancienne ferme est présente sur le cadastre Napoléonien de 1811. Sur les registres du recensement, ce lieu apparaît en 1851, sous l'appellation La Bellioletrie. Ce terme provient de Briolet probablement le nom des premiers habitants du lieu. Briolet provient de l'ancien français et signifie piège.

### Des Champs Rondeaux à La Custière
Champs Rondeaux (Les)
C'est un hameau situé le long de la RD 750, dans la continuité du Beauséjour.
Château (Le)
Dès 1639, le fonds de Châtre de Cangé évoque "Le fief et la seigneurie de Chambon, paroisse de Chambon". Il est également présent sur la carte de Cassini et le cadastre de 1811. C'est le lieu de l'ancien logis seigneurial qui aujourd'hui a été transformé en ferme. Il avait une chapelle, dans laquelle, avant la Révolution, la messe était célébrée une fois par semaine. L'appellation "le château de Chambon" est également courante.
Cormier (Le)
Ce hameau se trouve pour partie sur la commune de Chambon et pour partie sur celle d’Yzeures. Il n'apparaît qu'en 1876 sur les registres du recensement de Chambon alors que pour la commune d'Yzeures, il est présent sur la carte de Cassini et sur le cadastre de 1811 ainsi que sur les tables de successions et d'absences dès 1825. Son appellation proviendrait de la présence près de ce lieu de cormiers appelés aussi sorbiers.
Croix (La)
Cette ferme est présente sur la carte de Cassini et sur le cadastre Napoléonien. On trouve également La Grande Croix au XVIIIe siècle.
Custière (La)
C'est un hameau avec un château des XVe et XIXe siècles. C'est un ancien fief de 16 habitants, en 1880. Il appartenait à Jean Rogier, seigneur de Marigny et d'Aloigny, en 1550. En 1860, Le Comte de Chasteigner, propriétaire de l'époque, y a découvert les traces d'un atelier de fabrication d'instruments celtiques, en silex. Ce hameau est situé pour partie sur la commune de Chambon et pour partie sur celle de Barrou. Le Château est établi sur Chambon. Cette appellation proviendrait de Cusset ou Custier, un patronyme de personnes d’origine française.

### La Fougère
La Fougère
Ce hameau est présent sur la carte de Cassini et sur le cadastre Napoléonien. Il comptait 28 habitants en 1880.

### De la Garenne à La Guignardière
Garenne (La)
ce lieu est présent sur le cadastre de 1811 mais le bâti n'est présent qu'à partir de 1876 sur les registres du recensement. C'est un hameau qui possède un château construit en 1910. Près de ce hameau et du lieu-dit le lièvre-Château, on remarque deux anciens camps retranchés gaulois.
Gounière (La)
Ce hameau se situe près du bourg. Il apparaît sur les registres du recensement dès 1846.
Grabolière (La)
Ce hameau est présent sur la carte de Cassini et sur le cadastre de 1811. Il était aussi appelé La Grobelière, on y dénombrait 16 habitants, vers 1880.
Grands Champs (Les)
C'est un hameau récent situé près de la Salvarderie.
Grandes Varennes (Les)
C'est un hameau récent situé le long de la RD 750.
Grelette (La)
Cette ancienne ferme apparaît sur le cadastre Napoléonien et dès les premiers recensements de population. Treize habitants résidaient encore dans ce hameau en 1880.
Grenouillière (La)
Cette ancienne ferme située près de la Creuse, n'apparaît sur les registres du recensement qu'à partir de 1861 sous le terme La Grenouille.
Guignardière (La)
C'est un ancien fief présent sur la carte de Cassini. Il comptait en 27 habitants vers 1880.

### Lucet
Lucet
C'est un hameau récent situé près de la Garenne.

### De la Maison Neuve aux Mousseaux
Maison Neuve (La)
Le terme pour désigner ce hameau n'apparait que sur les cartes d'état major et le tableau d'assemblage du cadastre, mais sur aucun registre du recensement du moins jusqu'en 1931.
Mare (La)
Ce lieu est présent sur la carte de Cassini et sur le cadastre de 1811. En 1880, 17 habitants vivaient dans ce hameau.
Mitaudière (La)
Ce terme n'est présent sur aucun registre du recensement du moins jusqu'en 1931.
Montrées (Les)
Cette ferme n'apparait sur les registres du recensement qu'à partir de 1931. Le 1er septembre 1944, une colonne allemande arrive à Chambon et brûle cette ferme servant alors de refuge aux résistants.
Morcellière (La)
C'est un ancien fief qui relevait de la Guerche. Jean Gray le vendit à Jean de Menou par un acte du 13 octobre 1459.

Ce hameau est situé de nos jours, pour partie sur la commune de Chambon et pour partie sur celle de Barrou. Ce hameau a aussi été appelé La Morsellière et La Judassière.
Moulin de Chambon (Le)
C'est un moulin situé sur la Creuse, qui était déjà est présent sur la carte de Cassini.
Mousseaux (Les)
On distingue Les bas Mousseaux et Les hauts Mousseaux. C'est un ancien fief qui avaient 64 habitants en 1880, il relevait de Granges (Harambure) et de la baronnie de Preuilly. En 1220, le seigneur des Mousseaux était Aimery du Puy.

### De la Penneterie à La Poussardière
Penneterie (La)
Ce hameau comptait 44 habitants en 1880. Il est présent sur la carte de Cassini sous l'appellation Panetrie.
Pied Sec
Il est situé en partie sur la commune de Chambon et en partie sur celle de Chaumussay. Ce hameau est appelé Pied Sèche sur la carte de Cassini.
Poussardière (La)
En 1880, cet ancien fief dénombrait 22 habitants. En 1665, il appartenait à Alexandre François.

### Rouvray
Rouvray
C'est un ancien fief qui relevait de Mousseaux, de la baronnie du Grand Pressigny et de celle de Preuilly. On y comptait 17 habitants en 1880.

Le Château situé dans le hameau appartenait, en 1442, à Jacques de Mallemouche. Ce Château daterait de l'an 1017, selon une inscription portée sur une pierre du donjon. Ce château possédait des douves qui ont été comblées, ainsi qu'un pont levis qui n'existe plus de nos jours. Des souterrains s'étendent sous le château et sous le parc.

### De Saint-Crépin à La Salvarderie
Saint-Crépin
Saint-Crépin est situé à l’entrée sud du bourg. Dans ce hameau se trouvait l’ancienne église paroissiale de Chambon, qui fut détruite, en 1771. La tradition raconte qu'un seigneur de Rouvray nommé Jacques de Mallemouche y aurait assassiné le curé du village, vers 1426 ou 1427, à la suite d’un différend relatif à l’usage d’un droit honorifique. L'église fut dès lors interdite par l’archevêque de Tours et complètement abandonnée, elle tomba en ruines. En 1771, on acheva de la démolir, les matériaux en provenant furent alors vendus au profit des pauvres.
Condamné à mort pour ce meurtre, Jacques de Mallemouche obtint sa grâce en construisant à ses frais l’actuelle église paroissiale Saint-Paul. Ce lieu n'est pourtant nommé que dans les registres sur recensement de 1891 et 1896.
Salvarderie (la)
Ce hameau est présent sur les registres du recensement dès 1846. 21 habitants vivaient à la Salvarderie en 1880.

### Des Terres Fortes à La Tuilerie
Terres Fortes (Les)
C'est un hameau récent sur la RD 750.
Tour (La)
C'est une ancienne ferme fortifiée du XVe siècle. En 1517, cet ancien fief appartenait à Louis de Vaillant. Il comptait 13 habitants en 1880.
Tuilerie (La)
Appelée également la Tuilerie de Rouvray, elle est présente sur la carte de Cassini et le cadastre napoléonien.

### Vertenay
Vertenay
C'est un ancien fief qui au XVIIIe siècle, appartenait à la famille François. Il comptait 13 habitants en 1880. On le trouve parfois écrit Verthenay.

## Anciens Lieux-dits et Hameaux
Ces hameaux sont présents dans le Dictionnaire géographique historique et biographique d'Indre et Loire et de l'ancienne province de Touraine, de Jacques-Xavier Carré de Busserolle écrit à la fin du XIXe siècle. Aujourd’hui, certains ont disparu, changé de noms et ne figurent ni sur le plan cadastral ni sur les cartes d’état major. Les autres ont simplement été intégrés à d’autres communes.
Bouféré
On trouve également Bouffret ou Boufférré. Le fonds de Châtre de Cangé de 1639, le nomme Bouférré. Un lieu du nom de Boufférré est indiqué sur la carte de Cassini entre La Blanchardière et Boussay. Il n'est présent sur les registres du recensement qu'en 1872 sous l'appellation Château de Bouffret, il porte alors le nom de son propriétaire. C'est aujourd'hui un hameau situé sur la commune de Boussay, son nom actuel est Les Montants.
Causselière (La)
On trouve trace de ce lieu en 1639, dans le fonds de Châtre de Cangé, où l'on cite le fief de la Causselière, paroisse de Chambon Ce lieu n'était probablement pas un hameau mais seulement une terre.
Charlottière (La)
C'était un fief, près du bourg, relevant des Châteaux de Preuilly et du Grand Pressigny. Il y existait une importante forteresse dont il ne reste, aujourd'hui, plus aucune trace. En 1470, il appartenait à un certain Jean du Bois. Ce hameau a disparu aujourd'hui.
Croix-Rouge (La)
C'était encore un ferme en 1879, de nos jours, il existe une section cadastre de ce nom à la limite avec Yzeures-sur-Creuse. C'est dans cette même commune que se situe aujourd'hui un hameau, au bâti récent, portant cette appellation.
Forge (La)
C'est un ancien fief, relevant de la baronnie de Preuilly, situé près de la Gounière, on y voit l'un des trois plus grands étangs de Chambon. Près de la Forge, se trouvent des vestiges de forges gauloises. Selon les registres du recensement, ce lieu fut habité jusqu'en 1851.
Gabillère (La)
C'était un fief.
Gaudière (La)
On retrouve ce hameau en 1639, dans le fonds de Châtre de Cangé, "le fief de la Gaudière, paroisse de Chambon". De nos jours, ce hameau est présent sur le territoire de la commune de Barrou, en limite avec Chambon.
Giraudière (La)
Ce hameau apparaît dans les registres du recensement à partir de 1901 et jusqu'en 1911. Son nom provient du patronyme Girault, patronyme des premiers habitants.
Marchais-Beauchais (Le)
C'était une ferme située au nord de la commune près de La Tour, à la limite de Chaumussay. Une section cadastrale porte encore ce nom.
Pârts (Les)
Appelé également Les Partés, il est présent sur la carte de Cassini et dans le recensement de 1846.
Picosson
Ce hameau se situe désormais sur le territoire de Chaumussay en limite avec Chambon. Il est présent sur la carte de Cassini et apparaît sur les registres du recensement de la commune dès 1846 et jusqu'en 1856.
Port des Trains (Le)
C'était une ferme qui existait encore au XIXe siècle. Elle se situait en bord de Creuse, à la limite avec Yzeures, non loin du hameau de Bussay. Elle n'apparaît sur aucun registre du recensement depuis 1846.

## Pour approfondir

### Sources
: sources utilisées pour la rédaction de cet article
- Jacques-Xavier Carré de Busserolle, Dictionnaire Géographique Historique et Biographique d'Indre et loire et de l'ancienne province de Touraine, 1878
- Jacques Dupâquier, Jean-Michel Gorry, Jean-Pierre Bardet, Indre-et-Loire, Éditions du Centre national de la recherche scientifique, 1985
- Jacques Pineau, Le Blanc et sa région: Buzancais, Mézières, Saint-Savin, Angles-sur-l'Anglin ; mystères de leur histoire, Imprimerie Oudin et Beaulu, 1980
- Société archéologique de Touraine, Bulletin trimestriel de la Société archéologique de Touraine, 1964
- Pierre-Louis Augereau, Les secrets des noms de communes et lieux-dits du Maine et Loire, Broché, 2004
- Stéphane Gendron, Noms de lieux du Centre: Cher, Eure-et-Loir, Indre, Indre-et-Loire, Loiret, Loir-et-Cher, Broché, 1998
- Carte de Cassini.
- Denis Jeanson, Dictionnaire topographique de la Région Centre - Val de Loire